# QZ Puppis
QZ Puppis (QZ Pup / HD 64503 / HR 3084) es una estrella en la constelación de Puppis —la popa del Navío Argos— de magnitud aparente +4,46. En la mayor parte de los catálogos modernos figura como b Puppis, aunque originalmente fue llamada a Puppis por Nicolas Louis de Lacaille en 1763. Está situada cerca del cúmulo abierto NGC 2477 y se encuentra a unos 650 años luz de distancia del sistema solar.
QZ Puppis es una binaria espectroscópica descubierta como tal por R.E. Wilson en 1953. 
La componente primaria es una estrella blanco-azulada de tipo espectral B2.5V.
Aunque como el Sol es una estrella de la secuencia principal, es mucho más caliente y luminosa que este. Su temperatura superficial es de 18.400 K, y su luminosidad es 2900 veces superior a la del Sol. Su radio es casi 4 veces más grande que el radio solar.
Es una estrella masiva de 8 masas solares cuya edad es de 24 millones de años.
El período orbital de esta binaria es de 1,112 días (26,7 horas).
QZ Puppis es una estrella variable, reconocida como tal por vez primera por E.H. Olsen en 1974.
Observó que la dispersión era aproximadamente el doble de lo normalmente aceptado y sugirió que era una variable Beta Cephei o una variable elipsoidal rotante (ELL).
Hoy se la incluye dentro de este último grupo, siendo dichas variables binarias cercanas cuyas componentes tienen forma elipsoidal por la mutua atracción gravitatoria y muestran fluctuaciones de brillo inferiores a 0,1 magnitudes.
Así, el brillo de QZ Puppis varía entre magnitud +4,47 y +4,54.
La brillante Espiga (α Virginis) es la principal representante del grupo.